# Ekinlik
Ekinlik (in greco Κούταλη? Koutali) è una piccola isola del Mar di Marmara vicina all'Isola di Marmara nella provincia di Balıkesir in Turchia. L'isola si trova tra la penisola di Kapidagi e la provincia di Tekirdağ. Ekinlik ha una superficie di 2,3 km2 e una popolazione di 102 abitanti, secondo il censimento del 2014. L'isola ha un solo villaggio che porta lo stesso nome. Ci sono barche e traghetti regolari che la collegano con l'isola di Avşa, l'isola di Marmara e Erdek durante tutto l'anno. C'è un negozio, tre spiagge e strutture turistiche molto limitate.